# Бушмейстер німий
Бушме́йстер німи́й, або південноамерика́нський, або сурукуку (Lachesis muta) — отруйна змія родини гадюкових. Через свою товсту шкіру цей вид дістав ще одну неофіційну назву — анана́сна змія́.

## Опис
Загальна довжина досягає 2,5—3,6 м. Вага 3—5 кг. Голова велика, клиноподібна, звужується до морди. Луска на голові тонша, ніж на тулубі. Очі великі, зіниці вертикальні. Тулуб стрункий, в розрізі утворює трикутник. Шкіра вкрита ребристою лускою. На відміну від інших бушмейстерів має більше вентральних щитків — 215–234 у самиць та 213–236 у самців.
Забарвлення жовтувато-коричневе. На тулубі присутній малюнок з великих темно—бурих ромбів, обведених зовні й зсередини світлими облямовками.

## Розповсюдження
Мешкає у Венесуелі, Колумбії, Еквадорі, Перу, Гаяні, Суринамі, Гвіані, Бразилії, Болівії, на о. Тринідад.

## Спосіб життя
Полюбляє густі вологі ліси, зазвичай зустрічається неподалік від водойм. Потребує вологих місць. Від сонячних променів ця змія ховається в гущавині джунглів. Бушмейстер німий дуже полохливий. Він тримається скритно і уникає освоєних людьми районів. Більшу частину дня проводить серед густої рослинності джунглів, де й відпочиває, сховавшись в опалому листі, що покриває землю. На пошуки їжі він вирушає тільки з настанням темряви. Завдяки малюнку на спині, змія добре маскується серед сухого листя. Активна вночі, добре бачить у темряві. За допомогою гострозорих очей і термолокаторів відмінно відчуває здобич на відстані 50 см. Коли бушмейстер точно визначає місцезнаходження жертви, він згинає передню частину тіла у формі літери «S» і блискавично атакує здобич. Харчується дрібними ссавцями, зміями і птахами.
Бушмейстер використовує отруту тільки під час полювання. Щоб не розтрачувати цю смертельну зброю даремно, він проганяє ворога, вдаряючи хвостом по рослинах. Кінець хвоста в нього твердий та порожнистий, без брязкальця. Коли розтривожений не видає такого гуркіту, як гремучі змії. Звідси й походить його назва. Тим не менш сильно роздратована змія, може здійснювати удари хвоста по рослинах, що викликає гул, який змушує ворога віддалитися.
Це яйцекладна змія. Статева зрілість настає у 2 роки. Шлюбний період відбувається навесні. Самиця відкладає 10—20 яєць. Самиця вкриває їх вологим ґрунтом, що допомагає підтримувати постійну температуру, необхідну для їхнього розвитку. Потім самиця обвивається навколо кладки і чекає на вилуплення дитинчат. Через 76-79 днів з'являються молоді змійки, які розповзаються й відразу ж починають полювати.

## Отруйність
Отруйні залози бушмейстер дуже великі, а отруйні зуби бувають довжиною 2,5 см. Отрута потужна. Втім зафіксовано тільки 25 випадків, коли бушмейстер укусив людину. П'ять із них були смертельними. Смертність при відсутності своєчасної допомоги становить 10-12%.

## Цікаві факти
- Під час експериментів учені заклеювали вушні отвори і очі бушмейстера, проте змія продовжувала безпомилково атакувати здобич.
- У старовинній легенді говориться, що бушмейстер уміє гасити полум'я. За іншою легендою, дорослі змії висмоктують молоко у корів і сплячих жінок.